# Happy happy blue
『happy happy blue』（ハッピー・ハッピー・ブルー）は、森口博子の10枚目のスタジオ・アルバム。1997年9月17日にキングレコードから発売された。

## 背景
前作『きっと会いたくなるでしょう』から1年ぶりとなる作品で、先行シングルである「その胸の中でずっとずっと」と「Someday Everyday」ほか計12曲が収録されている。
5曲目の「もらったBath Salt」は、今作から2か月後にリリースされたシングル「一人じゃないよ」のカップリングとしてシングルカットされた。
スタジオ・アルバムとしてのリリースは、2021年の『蒼い生命』まで24年間途切れている。

## 批評
| 専門評論家によるレビュー | 専門評論家によるレビュー |
| レビュー・スコア         | レビュー・スコア         |
| 出典                     | 評価                     |
| ------------------------ | ------------------------ |
| CDジャーナル             | 肯定的                   |

CDジャーナルは、「森口さんは歌が上手い。西脇唯や平松愛理の曲はマス・イメージに近いのかもしれないが、広瀬香美が曲を手がけた『両手を広げて』『もらったBath Salt』『Gin-Marriage』ではかなり高い音域にチャレンジしていて、ちょっとブランニューな気分」と肯定的に評価している。

## 収録曲
| #         | タイトル                            | 作詞       | 作曲      | 編曲      | 時間  |
| --------- | ----------------------------------- | ---------- | --------- | --------- | ----- |
| 1.        | 「happy happy blue」                | 森口ひろこ | 本間昭光  | 本間昭光  | 1:14  |
| 2.        | 「両手を広げて」                    | 川咲そら   | 広瀬香美  | 本間昭光  | 4:21  |
| 3.        | 「Someday Everyday」(album version) | 平松愛理   | 平松愛理  | 清水信之  | 4:10  |
| 4.        | 「0の本気」                         | 中山加奈子 | 宮島律子  | 迫田到    | 4:21  |
| 5.        | 「もらったBath Salt」               | 森口ひろこ | 広瀬香美  | 本間昭光  | 4:01  |
| 6.        | 「Gin-Marriage」                    | 川咲そら   | 広瀬香美  | 本間昭光  | 4:21  |
| 7.        | 「Shocking Blue」                   | 平松愛理   | 平松愛理  | 清水信之  | 3:35  |
| 8.        | 「GIVE」                            | 中山加奈子 | 宮島律子  | 迫田到    | 4:47  |
| 9.        | 「じゃあ」                          | 森浩美     | 宮島律子  | 迫田到    | 5:07  |
| 10.       | 「だからここにいるんだね」          | 西脇唯     | 西脇唯    | 武部聡志  | 5:24  |
| 11.       | 「その胸の中でずっとずっと」        | 西脇唯     | 西脇唯    | 武部聡志  | 4:30  |
| 12.       | 「どんなときも どんなときでも」     | 西脇唯     | 西脇唯    | 迫田到    | 5:48  |
| 合計時間: | 合計時間:                           | 合計時間:  | 合計時間: | 合計時間: | 51:39 |

## 楽曲解説
1. happy happy blue
2. 両手を広げて
3. Someday Everyday (album version)
  - 先行シングルのアルバムバージョン。
  - テレビ朝日『ラ・ラKiss』オープニングテーマ
4. 0の本気
5. もらったBath Salt
  - 21枚目のシングル「一人じゃないよ」のカップリング曲。
6. Gin-Marriage
7. Shocking Blue
8. GIVE
  - シングル「Someday Everyday」のカップリング曲。
9. じゃあ
10. だからここにいるんだね
11. その胸の中でずっとずっと
  - 先行シングル。
12. どんなときも どんなときでも

## 参加ミュージシャン
| happy happy blue - Keyboards：本間昭光 - Chorus：志村晴美 両手を広げて - Keyboards：本間昭光 - Syn.Operation：飯田高広 - Guitar：林部直樹 - Drums：芳賀真 - Bass：宗秀治 - Chorus：志村晴美 Someday Everyday (album version) - Keyboards：清水信之 - Syn.Operation：田端元 - Chorus：平松愛理 - All Performance：清水信之 0の本気 - Keyboards：柿崎洋一郎 - Syn.Operation：迫田到 - Bass：沖山優司 - Percussion：マック清水 - Chorus：アマゾンズ もらったBath Salt - Keyboards：本間昭光 - Syn.Operation：飯田高広 - Guitar：林部直樹 - Drums：村石雅行 - Bass：宗秀治 Gin-Marriage - Keyboards：本間昭光 - Syn.Operation：飯田高広 - Guitar：林部直樹 - Chorus：広瀬香美, 志村晴美 | Shocking Blue - Keyboards：清水信之 - Syn.Operation：田端元 - E.Guitar：清水信之 - Chorus：平松愛理 - All Performance：清水信之 GIVE - Keyboards：柿崎洋一郎 - Syn.Operation：迫田到 - Guitar：迫田到 - Bass：ナスノミツル - Percussion：マック清水 - Chorus：アマゾンズ, L.A.Moge shans じゃあ - Keyboards：柿崎洋一郎 - Syn.Operation：迫田到 - Guitar：迫田到 - Chorus：アマゾンズ だからここにいるんだね - Keyboards：武部聡志 - Syn.Operation：大竹徹夫 - Guitar：渡辺格 - Chorus：木戸泰弘, 比山貴咏史, 広谷順子 その胸の中でずっとずっと - Keyboards：武部聡志 - Syn.Operation：大竹徹夫 - Guitar：小倉博和 - Chorus：木戸泰弘, 広谷順子 どんなときも どんなときでも - Keyboards：柿崎洋一郎 - Syn.Operation：迫田到 - Guitar：迫田到 - Bass：本田達也 - Chorus：アマゾンズ |